# Informační ekologie

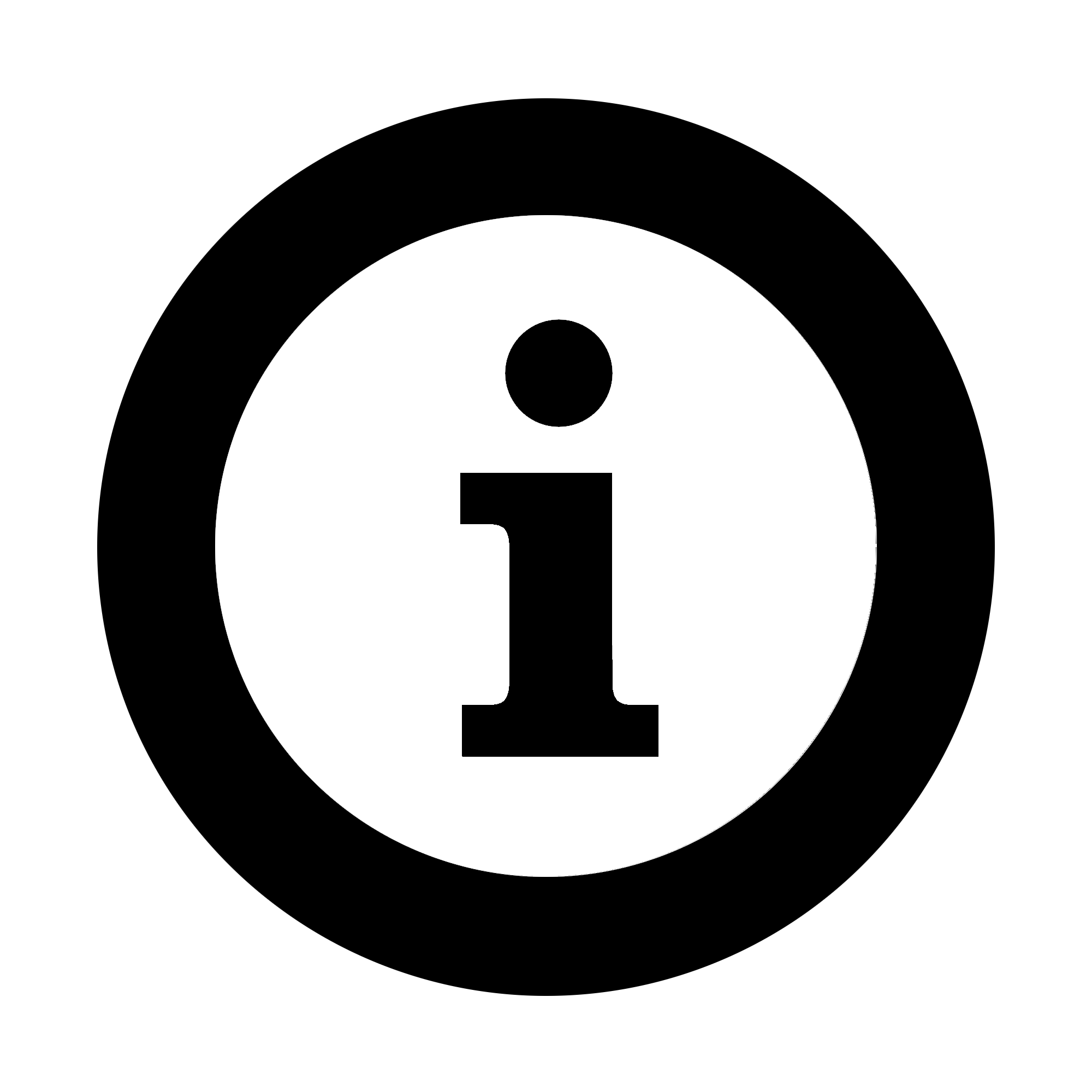

Informační ekologie je chápána jako aplikace ekologického pojetí informační společnosti. Zvažuje dynamiku a vlastnosti stále hustšího, komplexnějšího a důležitějšího digitálního informačního prostředí. „Informační ekologie“ se často používá jako metafora, nahlížející na informační prostor jako na ekosystém, informační ekosystém.
Informační ekologie také navazuje na koncept kolektivní inteligence a znalostní ekologie (Pór 2000). Eddy a kol. (2014) využívají informační ekologii pro integraci vědy a politiky do ekosystémového managementu (EBM).

znak ekologie

## Síťová informační ekonomika
V knize The Wealth of Networks: How Social Production Transforms Markets and Freedom, vydané v roce 2006 a dostupné pod licencí Creative Commons na jejím vlastním wikispace, poskytuje Yochai Benkler analytický rámec vzniku síťové informační ekonomiky, která se do hloubky zaměřuje na jazyk a perspektivy informační ekologie spolu s pozorováními a analýzami dobře viditelných příkladů úspěšných procesů vzájemné produkce, přičemž jako hlavní příklad uvádí Wikipedii. Bonnie Nardi a Vicki O'Day ve své knize „Information Ecologies: Using Technology with Heart“ (Nardi & O'Day 1999) aplikují ekologickou metaforu na místní prostředí, jako jsou knihovny a školy spíše, než na běžnější metafory pro technologie, jako je nástroj, text nebo systém.

## V různých oblastech/disciplínách

### Antropologie
Kniha Nardiho a O’Daye představuje první konkrétní zpracování informační ekologie ze strany antropologů. H.E. Kuchka situuje informace do sociálně distribuovaného poznání kulturních systémů. Casagrande a Peters využívají informační ekologii k antropologické kritice vodní politiky jihozápadu USA. Stepp (1999) publikoval prospekt pro antropologické studium informační ekologie.

### Znalostní management
Thomas H. Davenport a Laurence Prusak využili název Informační ekologie jako titul své knihy (Davenport & Prusak 1997), se zaměřením na organizační dimenze informační ekologie.V DSTC také probíhal akademický výzkumný projekt s názvem Informační ekologie, který se zabýval distribuovanými informačními systémy a online komunitami.

### Právo
Právnické školy představují další oblast, kde fráze informační ekologie získává stále větší přijetí, např. Konference právnické fakulty NYU Towards a Free Information Ecology, a série přednášek o Informační ekologii v Centru pro studium veřejné sféry na Právnické fakultě univerzity Duke.

### Knihovnictví
V oblasti knihovnictví došlo k významnému přijetí tohoto termínu. Knihovníci byli popsáni Nardi a O'Dayem jako „základní druh informační ekologie." Odkazy na informační ekologii sahají až do Collaborative Digital Reference Service (CDRS) Knihovny Kongresu a správce databáze dětských knihoven v Rusku.

### Integrace vědy a politiky (SPI) / Ekosystémový management (EBM)
Eddy a kol. (2014) využívají principy informační ekologie k vývoji rámce pro integraci vědeckých informací pro rozhodování v ekosystémovém managementu (EBM). Pomocí metafory toho, jak se druh přizpůsobuje změnám prostředí prostřednictvím zpracování informací, vyvinuli tří stupňový model, který rozlišuje primární, sekundární a terciární úroveň zpracování informací, a to jak v technické, tak v lidské doméně.